# Trichostomum perplexum
Trichostomum perplexum är en bladmossart som beskrevs av Potier de la Varde 1939. Trichostomum perplexum ingår i släktet lansettmossor, och familjen Pottiaceae. Inga underarter finns listade i Catalogue of Life.